# Tutting (Tanzform)

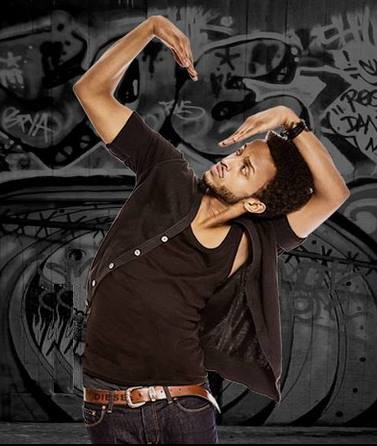
Tutting Pose

Tutting ist ein Street-Dance-Stil, der von Funk- und Hip-Hop-Tänzern in Choreografien und Freestyles verwendet wird.
Dabei wird er häufig mit Techniken wie dem Waving, Popping und Gliding kombiniert. Der Stil leitet sich von einem Dance move (Tanzfigur) namens King Tut ab und imitiert die zweidimensionale Darstellung von Menschen in ägyptischen Hieroglyphen. Aus diesem Grund werden die Arme beim Tutting in rechtwinkligen Formen zum Rhythmus der Musik bewegt. Als Pionier des Stils gilt der Tänzer Mark Benson.

## Formen des Tutting
Beim Tutting wird zwischen Outside-Tutting (Positionen im Kopf- und Schulter-Bereich), Inside-Tutting (Positionen im Bereich des Torsos), 3D-Tutting (Brechung mit den zweidimensionalen Schranken des regulären Tuttings) und Finger-Tutting (auch unter dem Namen Diggits bekannt) unterschieden. Typische Positionen im Tutting sind die vor der Brust gefalteten Hände und die angewinkelten Hand- und Armgelenke.